# Star 21
Le Star 21 est un camion polonais fabriqué entre 1957 et 1960 par Fabryka Samochodów Ciężarowych „Star”.

## Historique
Durant des années d'exploitation du Star 20, plusieurs défauts et imperfections sont remarqués. Pour y remédier, les ingénieurs du Bureau de construction de l'industrie automobile (Biuro Konstrukcyjne Przemysłu Motoryzacyjnego) de Varsovie conçoivent en 1956 un prototype de nouveau modèle, le Star 25 d'une charge utile de 4 000 kg. Cependant le manque de moyens techniques et financiers tout comme la nécessité de remplacer rapidement le Star 20 aboutissent à la production en série du Star 21 partiellement équipé en éléments modernisés du prototype conçu en 1956.
Le Star 21, est propulsé par le même moteur essence que son prédécesseur, le S42, d'une cylindrée de  4188 cm³ développant 85 ch. En échange il reçoit une nouvelle boîte de vitesses de 5 rapports ainsi qu'un différentiel modifié ce qui améliore les performances du véhicule. La suspension est également renforcée ce qui permet d'augmenter la charge utile à 4 000 kg.
Deux types de cabines sont montées sur Star 21, la N20 et la N23, moins chère et moins confortable.

## Différentes versions
- C21 tracteur routier
- W21 camion benne